# Himantarium gabrielis
Himantarium gabrielis är en mångfotingart som först beskrevs av Carl von Linné 1767.  Himantarium gabrielis ingår i släktet Himantarium och familjen trädgårdsjordkrypare. Inga underarter finns listade i Catalogue of Life.

## Bildgalleri

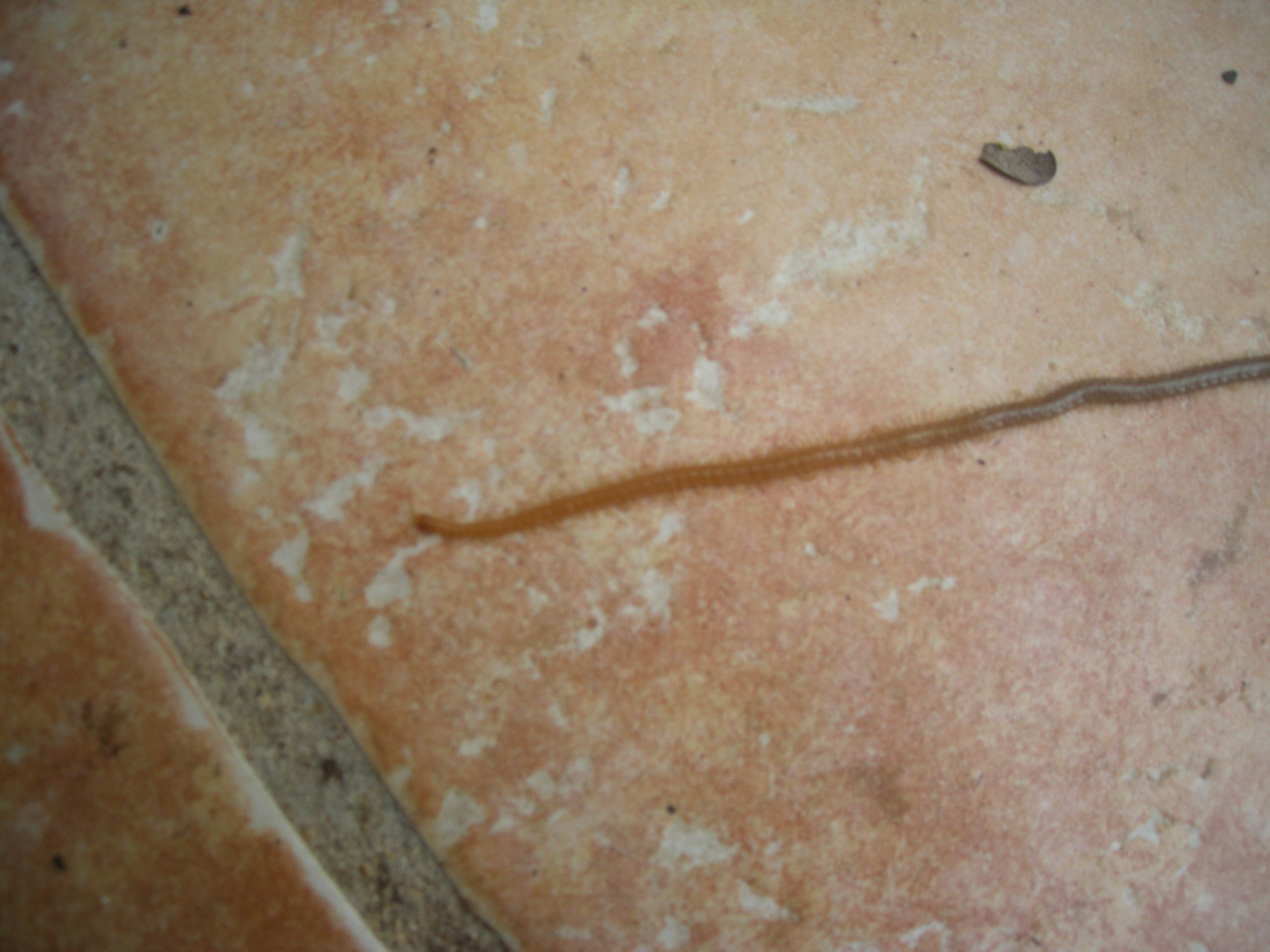